# Nurulla-Moschee

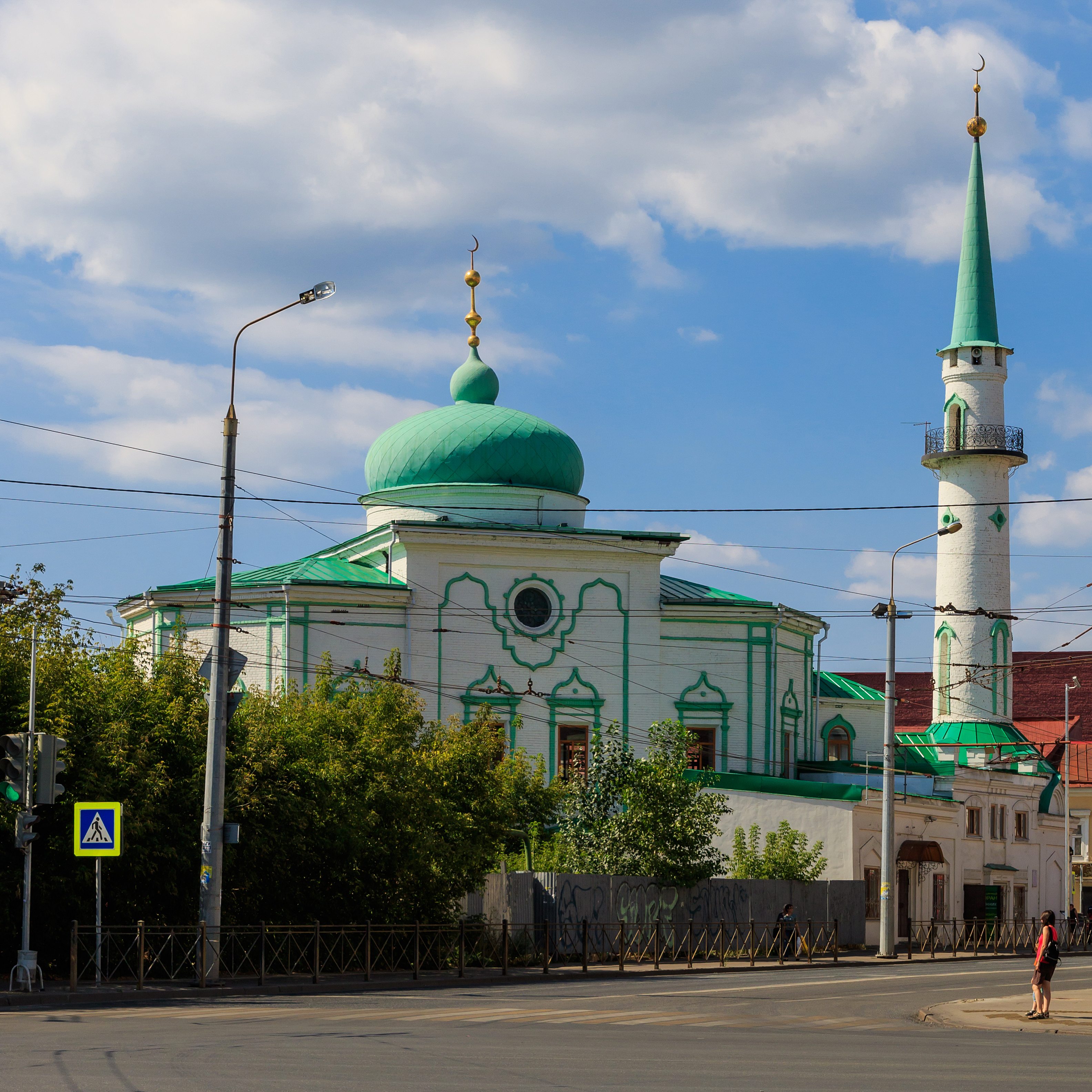
Nurulla-Moschee in Kasan

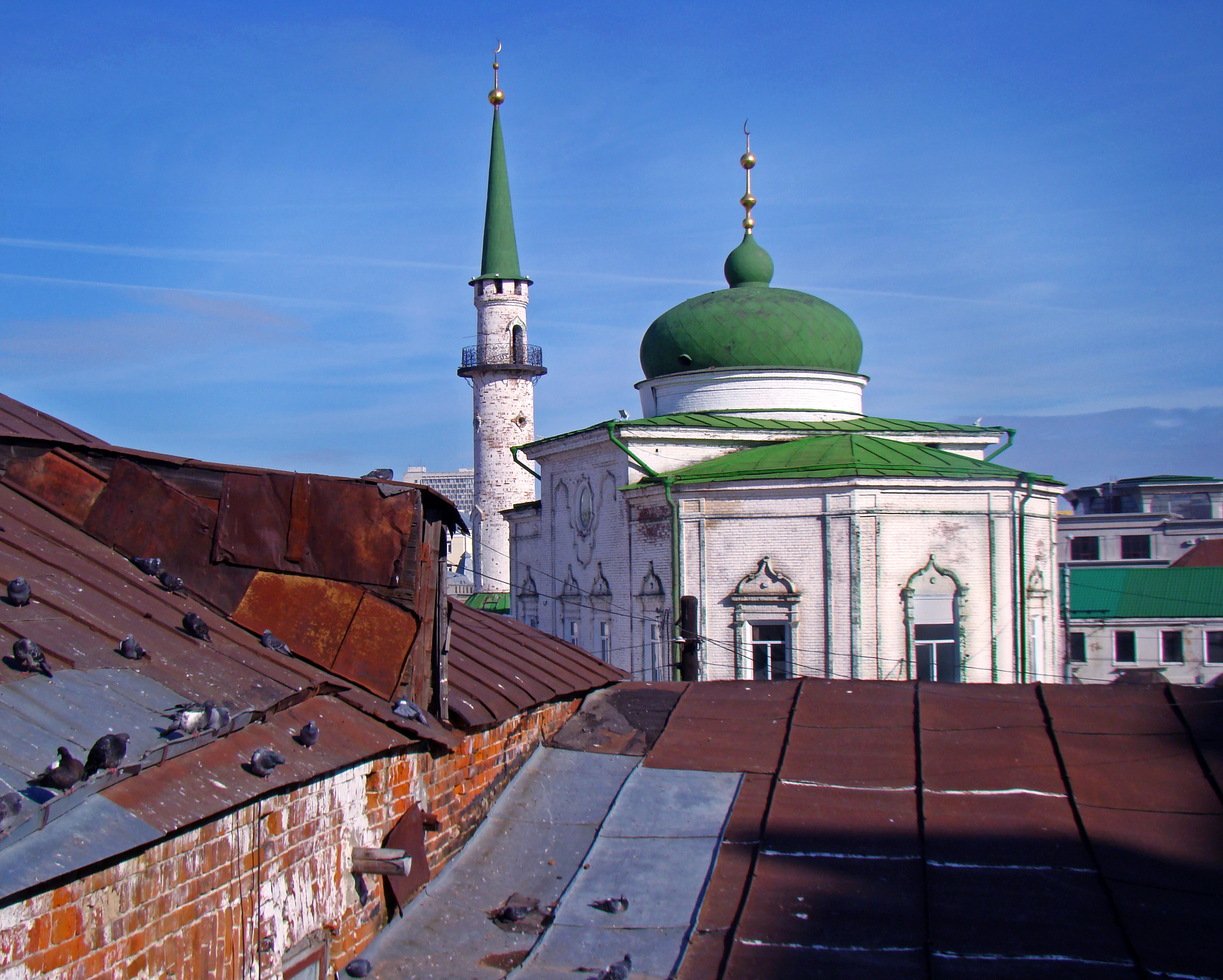
Nurulla-Moschee

Die Nurulla-Moschee (auch Nurullah; tatarisch Нурулла мәчете Nurulla mäçete, russisch Мечеть Нурулла Metschet Nurulla; früher Siebente Kathedralen-Moschee, Heubasar-Moschee, tatarisch Печән Базары мәчете Peçän Bazarı mäçete, russisch Сенная мечеть Sennaja metschet, Basar-Moschee, Yunıs-Moschee, Hauptmoschee, Weiße Moschee etc.) ist eine Moschee in Kasan, der Hauptstadt der Republik Tatarstan in Russland.
Sie wurde von 1845 bis 1849 durch Spenden des Kaufmanns Ğobäydulla Yunısov und nach dem Entwurf von Alexander Karlowitsch Loman erbaut. Die Moschee ist zweistöckig, hat eine Halle mit einer Kuppel sowie ein dreistöckiges zylindrisches Minarett über dem südlichen Eingang. Die Ornamente der Moschee sind ähnlich der der mittelalterlichen Wolgabulgaren und der im  Nahen Osten gebräuchlichen. Im Jahr 1929 wurde das ursprüngliche Minarett zerstört; bis 1992 wurde die Moschee für Wohnungen und Büros benutzt, danach wurde sie in Nurulla-Moschee (von arabisch Nurullah, „Licht Gottes“) umbenannt und wurde wieder zu rituellen Zwecken genutzt. In den Jahren 1990 bis 1995 erfolgte eine Restaurierung unter R. W. Bilalov, bei der auch das Minarett wiederaufgebaut wurde.